# Taisija Yakivlivna Omelczuk
Taisija Yakivna Omelczuk (en ucraniano Таїсія Яківна Омельчук, Taisiya Yakivna Omelchuk) ( n. 1933 ) es una botánica ucraniana. Ha trabajado extensamente en la taxonomía de la familia de las aliáceas, con más de 25 identificaciones y clasificaciones de nuevas especies.
- La abreviatura «Omelczuk» se emplea para indicar a Taisija Yakivlivna Omelczuk como autoridad en la descripción y clasificación científica de los vegetales.[1]